# Llibertats de l'aire
Cal no confondre-les amb el dret real limitat anomenat dret de vol.
S'anomena llibertats de l'aire al conjunt de drets que permeten que les aerolínies d'un determinat Estat puguin sobrevolar i aterrar a l'espai aeri d'un altre Estat, dins l'àmbit de l'aviació comercial. Les llibertats de l'aire van ser formulades com a resultat dels desacords existents sobre el grau de liberalització expressat dins la Convenció d'Aviació Civil Internacional del 1944, també coneguda com a Convenció de Chicago: els Estats Units, d'una banda, pretenien imposar-hi un conjunt estàndard de dret aeris separats per ser negociats entre Estats; la majoria de països, de l'altra, temia que el poder de les aerolínies nord-americanes les faria dominar el sector del transport aeri si és que no s'imposava tot un seguit de regles estrictes.
Les llibertats de l'aire són doncs els maons bàsics per al desenvolupament de les xarxes d'aviació comercial internacional. N'hi ha un total de nou: les cinc primeres llibertats estan recollides de manera oficial en els tractats internacionals —en especial, la Convenció de Chicago. Les quatre llibertats restants les ha anat establint la doctrina, i si bé la majoria d'elles no estan oficialment reconegudes dins de cap tractat internacional d'ampli abast, sí que han estat acceptades per un bon nombre de països.
Les primeres dues llibertats (sobrevol i parada tècnica) permeten el pas d'avions comercials per l'espai aeri i aeroports estrangers. La tercera i quarta llibertats (possibilitat de desembarcar i embarcar passatgers, correu i càrrega en un Estat estranger) solen atorgar-se simultàniament en els acords bilaterals entre Estats. La cinquena llibertat (dret d'aterrar en un Estat estranger, tot embarcant passatgers, correu i càrrega cap a un tercer Estat) és la màxima llibertat comuna. Les llibertats de la sisena a la novena són variacions de les anteriors, amb un grau de llibertat cada cop més ampli. La novena llibertat atorga el dret de transportar passatgers o càrrega dins d'un tercer Estat sense continuar el servei fins a l'Estat propi (també conegut com a dret de cabotatge) i és el màxim grau de llibertat assolible actualment.
Els acords de cels oberts sovint representen la forma menys restrictiva de servei aeri, i poden incloure la majoria de les llibertats —si no pas totes elles. Són relativament rars però n'hi ha bons exemples en l'acord de cels oberts dins la Unió Europea o l'existent entre Austràlia i Nova Zelanda.

## Descripció general
La primera i segona llibertats, que garanteixen el dret de travessar un país sense oferir-hi serveis comercial (passatgers, correu i càrrega), reben en nom de drets de trànsit. A diferència del drets de trànsit, els drets de tràfic, de la tercera a la novena llibertats, permeten serveis comercials entre, a través i, en alguns casos dins de, Estats participants d'acords o tractats que ho permeten.
Els drets de tràfic es divideixen, alhora, en tercera i quarta llibertats, habitualment recíproques, drets de prolongació (de la cinquena a setena llibertats), que atorguen el dret d'operar serveis comercials entre dos Estats estrangers diferents de l'Estat d'origen de l'aerolínia i drets de cabotatge (vuitena i novena llibertats), que atorguen el dret d'operar entre dos punts ubicats tots dos dins d'un mateix Estat estranger.
El termes llibertat i dret són una manera ràpida de referir-se al tipus de tràfic internacional permès entre dos o més països: fins i tot en el cas que aquests tràfics siguin permesos, les aerolínies poden encara trobar entrebancs a l'hora de poder-los exercir, a causa dels condicionants inclosos als mateixos tractats internacionals.
| Llibertat | Descripció | Exemple                                                                                      | Esquema |
| --------- | --- | -------------------------------------------------------------------------------------------- | ------- |
| 1a        | el dret de sobrevolar un Estat estranger sense aterrar-hi                                                                                           | Londres - Alacant, operat per una companyia britànica en vol directe, tot sobrevolant França |         |
| 2a        | el dret d'aterrar en un Estat estranger per raons tècniques (per exemple, per repostar), sense embarcar ni desembarcar passatgers, correu o càrrega | Londres - Alacant, operat per una companyia britànica, amb una parada tècnica a Perpinyà     |         |
| 3a        | el dret de volar des de l'Estat propi de l'aerolínia cap a un Estat estranger                                                                       | Londres - Perpinyà, operat per una companyia britànica, en vol directe                       |         |
| 4a        | el dret de volar des d'un Estat estranger cap a l'Estat propi de l'aerolínia                                                                        | Perpinyà - Londres, operat per una companyia britànica en vol directe                        |         |
| 5a        | el dret de volar entre dos Estats estrangers en un vol que s'origina o acaba a l'Estat propi de l'aerolínia                                         | São Paulo - Barcelona - Singapur, operat per una companyia singapuresa                       |         |
| 6a        | el dret de volar entre dos Estats estrangers, sempre que es faci escala a l'Estat propi de l'aerolínia                                              | São Paulo - Lisboa - Barcelona, operat per una companyia portuguesa                          |         |
| 7a        | el dret de volar entre dos Estats estrangers, sense fer escala a l'Estat propi de l'aerolínia                                                       | Londres - Alacant, operat per una companyia irlandesa                                        |         |
| 8a        | el dret de volar dins d'un Estat estranger, tot continuant el vol cap a l'Estat propi de l'aerolínia (també conegut com a « cabotatge consecutiu ») | Alacant - Barcelona - Bogotà, operat per una companyia colombiana                            |         |
| 9a        | el dret de volar dins d'un Estat estranger, sense continuar el vol cap a l'Estat propi de l'aerolínia (també conegut com a « cabotatge autònom »)   | Eivissa - Barcelona, operat per una companyia irlandesa                                      |         |